# Rudolf Růžička (Linguist)
Rudolf Erich Anton Růžička (* 20. Dezember 1920 in Löbau; † 9. Februar 2011 in Berlin) war ein deutscher Slawist und Linguist.
Růžička wurde in Löbau geboren und lernte schon als Jugendlicher Russisch. Nach dem Abitur und dem Arbeitsdienst war er von 1940 bis 1945 Soldat und dann zunächst Dolmetscher beim Landrat des Kreises Löbau und der Kreiskommandantur der Sowjetischen Militäradministration. Von 1947 bis 1951 studierte er Slawistik, Anglistik und Philosophie an den Universitäten Leipzig und Berlin, 1956 promovierte er an der Humboldt-Universität mit einer Arbeit über den Verbalaspekt in der Nestorchronik. Schon ab 1951 an der Universität Leipzig angestellt, wurde er dort nach der Habilitation im Jahr 1961 Dozent für Slawistik und Allgemeine Sprachwissenschaft, von 1963 bis zu seiner Emeritierung im Jahr 1986 war er dort Professor. 1966 wurde er zum ordentlichen Mitglied der Deutschen Akademie der Wissenschaften zu Berlin gewählt. Ab 1972 war er ordentliches Mitglied der Sächsischen Akademie der Wissenschaften zu Leipzig, von 2003 bis zu seinem Tod korrespondierendes Mitglied.
Růžička, ein Vertreter der generativen Grammatik, war einer der führenden Slawisten der DDR und auch nach 1990 Mitglied zahlreicher nationaler und internationaler Gremien.
Rudolf Růžička ruht in einem halbanonymen Grabfeld auf dem Berliner Georgen-Parochial-Friedhof II.